# Chemin de Pechbusque
Le chemin de Pechbusque (en occitan : camin de Puègbusca) est une voie de Toulouse, chef-lieu de la région Occitanie, dans le Midi de la France.

## Situation et accès

### Description
Le chemin de Pechbusque est une voie publique. Il traverse le quartier de Pouvourville. Il correspond à l'ancien chemin vicinal no 10.

### Voies rencontrées
Le chemin de Pechbusque rencontre les voies suivantes, dans l'ordre des numéros croissants (« g » indique que la rue se situe à gauche, « d » à droite) :
1. Chemin du Coustelas - Pechbusque
2. Chemin de Peyre-Escalles (d)
3. Impasse Destarac (g)
4. Chemin de Flou-de-Rious (g)
5. Chemin du Manel (g)
6. Rond-point Marguerite-Durand
7. Chemin de Rivalsupervic (g)
8. Chemin d'Escalles (d)
9. Rue Berthe-Morisot (d)
10. Rue de Fondeville (g)

## Odonymie
Le chemin tient son nom de la commune de Pechbusque, commune à laquelle il aboutit.

## Patrimoine et lieux d'intérêt
- no  70 : maison toulousaine (deuxième moitié du XIXe siècle)[3].